# Jaenischgambiet (Spaans)
Het Jaenischgambiet, ook wel bekend als Schliemanngambiet, Schliemannverdediging of Schliemann-Jaenischgambiet, is in de opening van een schaakpartij een variant van de Spaanse opening. Het gambiet is ingedeeld bij de open spelen en heeft als ECO-code C63. De beginzetten zijn
1. e4 e5
2. Pf3 Pc6
3. Lb5 f5
Dit gambiet is geanalyseerd door de Russische schakers Carl Jaenisch en Boris Spasski, en werd met succes gespeeld door Marshall. 
De Belgische meester Josef Boey speelde het gambiet dikwijls, ook in het wereldkampioenschap correspondentieschaak en schreef er een boek over.
Hoewel het gambiet later vernoemd werd naar de Duitse schaker Adolf Schliemann (1817–1872), heeft hij dit gambiet niet zo gespeeld. Hij speelde in plaats daarvan het Cordelgambiet, dat er wat op lijkt.
Er bestaat ook een Jaenischgambiet in de Engelse opening.

## Hoofdvarianten
De hoofdvarianten ontstaan na de vierde zet van wit.
1. Variant met 4. exf5: 4... e4 5. De2 De7 6. Lxc6 dxc6, waarna de partijen volkomen gelijk staan.
2. Variant met 4. Pc3: 4... fxe4 5. Pxe4 d5 6. Pxe5 dxe4 7. Pxc6 Dg5, waarna wit iets beter blijft staan.
3. Variant met 4. d3: 4... fxe4 5. dxe4 Pf6 6. 0-0, en de posities zijn bijna gelijk, maar wit staat heel iets beter.
4. Variant met 4. d4: 4... fxe4 5. Pxe5 Pxe5 6. dxe5 c6, en de partijen staan volkomen gelijk.